# 海上自衛隊航空補給処
海上自衛隊航空補給処（かいじょうじえいたいこうくうほきゅうしょ、英称：Air Supply Depot）は海上自衛隊の補給処の一つ。1998年（平成10年）12月8日、海上自衛隊の補給・整備部門の組織改編により新編。海上自衛隊の航空機が使用する搭載装備品の補給、整備を中心とした後方支援業務を実施している。 管理部、計画部、航空機部、保管部の4部署がある。本処は木更津地区（千葉県木更津市江川無番地）に所在する。
航空補給処長は1等海佐（一）をもって充てられている。

## 概要
- 主に調達にかかわり、装備の入札の際の受け皿となる。
- 全国規模での航空機の装備品の調達・整備・補給を担当する。

## 沿革
- 1962年（昭和37年）10月1日：横須賀地方隊隷下の「木更津航空補給所」として新編。
- 1998年（平成10年）12月8日：海上自衛隊の補給整備部門の組織改編により、木更津航空補給所及び下総航空工作所を廃止、統合し「海上自衛隊航空補給処」及び「海上自衛隊航空補給処下総支処」を新設、海上自衛隊補給本部隷下に編入。
- 2001年（平成13年）10月1日：管理部会計課の改編及び契約課、原価計算課の新編[3]。

## 組織編成
- 航空補給処本処
  - 管理部
  - 計画部
  - 航空機部
  - 保管部
- 下総支処（下総航空基地）
  - 総務課
  - 計画課
  - 整備資料管理課
  - 整備部

## 主要幹部
| 官職名                 | 階級    | 氏名     | 補職発令日     | 前職                                                |
| ---------------------- | ------- | -------- | -------------- | --------------------------------------------------- |
| 海上自衛隊航空補給処長 | 1等海佐 | 田中佳行 | 2024年08月01日 | 防衛装備庁プロジェクト管理部 装備技術官（海上担当） |
| 副処長                 | 1等海佐 | 池田亮   | 2025年03月24日 | 舞鶴地方総監部経理部長                              |
| 管理部長               | 1等海佐 | 福田真也 | 2025年07月28日 | 海上自衛隊幹部学校付                                |
| 計画部長               | 1等海佐 | 佐々木健 | 2025年03月24日 | 佐世保地方総監部経理部長                            |
| 航空機部長             | 1等海佐 | 椎名義和 | 2025年03月14日 | 第31整備補給隊司令                                  |
| 保管部長               | 事務官  | 山口健次 | 0000年00月00日 |                                                     |
| 下総支処長             | 1等海佐 | 藤本好央 | 2025年08月01日 | 第1整備補給隊司令                                   |

| 代                     | 氏名               | 在職期間               | 出身校・期                     | 前職                                                         | 後職                                                       | 備考                     |
| 木更津航空補給所長     | 木更津航空補給所長 | 木更津航空補給所長     | 木更津航空補給所長             | 木更津航空補給所長                                           | 木更津航空補給所長                                         | 木更津航空補給所長       |
| ---------------------- | ------------------ | ---------------------- | ------------------------------ | ------------------------------------------------------------ | ---------------------------------------------------------- | ------------------------ |
| 01                     | 満原徳次           | 1962.10.1 - 1963.3.31  | 神高船（機） 昭和9年卒         | 第1補給処第2補給部長                                         | 海上幕僚監部経理補給部付 →1964.2.13 停年退官（海将補昇任） |                          |
| 02                     | 松本三郎           | 1963.4.1 - 1964.12.31  | 海機42期                       | 防衛研修所所員 →1963.2.1 海上幕僚監部経理補給部付            | 退職（海将補昇任）                                         |                          |
| 0-                     | 深井浩介           | 1965.1.1 - 1965.1.15   | 海兵67期                       | 総務部長が所長代理                                           | 総務部長が所長代理                                         | 2等海佐                  |
| 03                     | 角本国蔵           | 1965.1.16 - 1966.11.8  | 海経23期                       | 海上幕僚監部総務部厚生課長                                   | 停年退官（海将補昇任）                                     |                          |
| 04                     | 須藤武行           | 1966.11.9 - 1968.12.15 | 海機45期                       | 木更津航空補給所総務部長                                     | 東京業務隊付 →1969.4.1 停年退官（海将補昇任）              |                          |
| 05                     | 須藤吉樹           | 1968.12.16 - 1970.6.30 | 海経28期                       | 需給統制隊副長                                               | 海上自衛隊幹部学校副校長                                   | 海将補                   |
| 06                     | 三輪隆夫           | 1970.7.1 - 1972.3.31   | 海機49期                       | 防衛大学校教授                                               | 阪神基地隊司令                                             | 海将補                   |
| 07                     | 岩渕賢治           | 1972.4.1 - 1974.3.15   | 海経29期                       | 海上自衛隊幹部候補生学校副校長 →1972.3.16 横須賀地方総監部付 | 海上幕僚監部付 →1974.4.1 退職                              | 海将補                   |
| 08                     | 紺屋喜代信         | 1974.3.16 - 1975.6.30  | 海兵70期                       | 海上自衛隊第3術科学校長                                      | 海上幕僚監部付 →1975.10.1 海上自衛隊第4術科学校長          | 海将補                   |
| 09                     | 石川 昌            | 1975.7.1 - 1976.6.30   | 海経32期                       | 木更津航空補給所副所長                                       | 退職                                                       | 海将補                   |
| 10                     | 森山 晃            | 1976.7.1 - 1977.8.31   | 海機53期                       | 下総教育航空群司令                                           | 海上自衛隊第3術科学校長                                    | 海将補 1977.7.1 海将昇任 |
| 11                     | 沖 周              | 1977.9.1 - 1978.6.30   | 海機54期                       | 佐世保地方総監部幕僚長                                       | 海上自衛隊第3術科学校長                                    | 海将補                   |
| 12                     | 佐藤常雄           | 1978.7.1 - 1980.12.4   | 海経35期                       | 木更津航空補給所副所長                                       | 海上幕僚監部付 →1981.2.10 退職                             | 海将補                   |
| 13                     | 奥村誠也           | 1980.12.5 - 1982.6.1   | 海兵76期                       | 需給統制隊副長                                               | 阪神基地隊付 →1982.10.1 退職                               | 海将補                   |
| 14                     | 稲木 實            | 1982.6.2 - 1983.7.31   | 海兵77期・ 中央大学 昭和27年卒 | 海上幕僚監部経理補給部副部長                                 | 海上幕僚監部経理補給部長                                   | 海将補                   |
| 15                     | 弘中浩二           | 1983.8.1 - 1984.7.31   | 海兵78期・ 3期幹候             | 海上自衛隊第3術科学校副校長                                  | 需給統制隊付 →1985.5.17 退職                               | 海将補                   |
| 16                     | 田中範幸           | 1984.8.1 - 1986.2.28   | 海保大2期・ 6期幹候            | 防衛大学校教授                                               | 海上自衛隊第3術科学校長                                    | 海将補                   |
| 17                     | 安村松夫           | 1986.3.1 - 1988.7.6    | 京都学芸大学・ 9期幹候         | 海上自衛隊第4術科学校長                                      | 調達実施本部副本部長 （調達管理第1担当）                   | 海将補                   |
| 18                     | 宮本双葉           | 1988.7.7 - 1990.3.15   | 防大3期                        | 海上自衛隊第4術科学校長                                      | 調達実施本部副本部長 （調達管理第1担当）                   | 海将補                   |
| 19                     | 村上恒明           | 1990.3.16 - 1991.3.15  | 防大3期                        | 需給統制隊業務第2部長                                        | 退職（海将補昇任）                                         |                          |
| 20                     | 谷邊勝啓           | 1991.3.16 - 1992.8.2   | 防大4期                        | 海上自衛隊第3術科学校副校長                                  | 退職（海将補昇任）                                         |                          |
| 21                     | 後藤淳一郎         | 1992.8.3 - 1995.3.22   | 防大7期                        | 自衛隊神奈川地方連絡部長                                     | 海上自衛隊第3術科学校長                                    |                          |
| 22                     | 玉川尚男           | 1995.3.23 - 1996.7.31  | 防大7期                        | 横須賀補給所長 兼 横須賀地方総監部補給監理官                 | 退職（海将補昇任）                                         |                          |
| 23                     | 上村堯彦           | 1996.8.1 - 1998.6.30   | 防大12期                       | 海上幕僚監部装備部航空機課長                                 | 海上自衛隊第3術科学校長                                    |                          |
| 24                     | 高橋俊彦           | 1998.7.1 - 1998.12.7   | 防大11期                       | 鹿屋航空工作所長                                             | 海上自衛隊航空補給処長                                     |                          |
| 海上自衛隊航空補給処長 |                    |                        |                                |                                                              |                                                            |                          |
| 01                     | 高橋俊彦           | 1998.12.8 - 2000.7.31  | 防大11期                       | 木更津航空補給所長                                           | 退職（海将補昇任）                                         |                          |
| 02                     | 藤崎供美           | 2000.8.1 - 2003.7.31   | 防大15期                       | 海上自衛隊第第3術科学校副校長                                | 退職（海将補昇任）                                         |                          |
| 03                     | 堀越誠司           | 2003.8.1 - 2004.12.19  | 防大16期                       | 海上自衛隊補給本部航空機課長                                 | 退職（海将補昇任）                                         |                          |
| 04                     | 池田栄男           | 2004.12.20 - 2006.8.3  | 防大17期                       | 海上幕僚監部人事教育部援護業務課長                           | 退職（海将補昇任）                                         |                          |
| 05                     | 松山栄幸           | 2006.8.4 - 2008.11.30  | 防大19期                       | 海上自衛隊航空補給処副処長                                   | 退職（海将補昇任）                                         |                          |
| 06                     | 野村 勉            | 2008.12.1 - 2010.8.31  | 防大21期                       | 南関東防衛局調達部次長                                       | 退職（海将補昇任）                                         |                          |
| 07                     | 志野慶一           | 2010.9.1 - 2012.4.1    | 防大24期                       | 海上幕僚監部装備部 装備需品課輸送調整室長                    | 退職（海将補昇任）                                         |                          |
| 08                     | 本橋稔彦           | 2012.4.2 - 2013.3.27   | 防大26期                       | 海上幕僚監部装備部装備需品課長                               | 海上自衛隊第3術科学校長                                    |                          |
| 09                     | 猫橋敏文           | 2013.3.28 - 2016.3.17  | 日本大学・ 33期幹候            | 第5整備補給隊司令                                            | 退職（海将補昇任）                                         |                          |
| 10                     | 荒川純一           | 2016.3.18 - 2018.7.31  | 防大30期                       | 海上自衛隊第3術科学校副校長                                  | 第1航空修理隊司令                                          |                          |
| 11                     | 白坂政秀           | 2018.8.1 - 2021.3.14   | 防大33期                       | 海上自衛隊第3術科学校教務部長                                | 海上自衛隊第3術科学校副校長                                |                          |
| 12                     | 森 真規            | 2021.3.15 - 2022.7.31  | 岐阜大学・ 40期幹候            | 第1航空修理隊司令                                            | 退職（海将補昇任）                                         |                          |
| 13                     | 三宅隆夫           | 2022.8.1 - 2023.7.31   | 早稲田大学・ 41期幹候          | 海上幕僚監部人事教育部援護業務課長                           | 退職（海将補昇任）                                         |                          |
| 14                     | 猪森聡彥           | 2023.8.1 - 2024.7.31   | 防大35期                       | 第1航空修理隊司令                                            | 防衛装備庁プロジェクト管理部 装備技術官（海上担当）        |                          |
| 15                     | 田中佳行           | 2024.8.1 -             | 防大36期                       | 防衛装備庁プロジェクト管理部 装備技術官（海上担当）          |                                                            |                          |